# Grabmal der Johanna Eckermann
Das Grabmal der Johanne Bertram Eckermann, der Ehefrau des Schriftstellers und Goethe-Sekretärs Johann Peter Eckermann, findet sich auf dem Historischen Friedhof Weimar. Die von einem Ziergitter umfriedete Grabstätte trägt auf einer ovalen Platte die Inschrift:
meiner innig geliebten, nach zu kurzem

Glück in ihrem 32. Jahre mir ent-

rissenen Gattin

Johanna Eckermann

geb. Bertram aus Hannover

## Zur Person
Johanne Eckermann (auch: Johanna Eckermann und Johanne Sophie Catherine Christine Bertram; geboren 13. Dezember 1801 in Hannover; gestorben 11. Mai 1834 in Weimar) war Tochter des hannoverschen Kaufmanns August Wilhelm Bertram und dessen Ehefrau Louise, geborene Rath. Die Familie taucht mit dem Schneider Bertram erstmals 1802 im Hannoverschen Adress-Buch auf in der Bergstraße der Calenberger Neustadt.
1819 verlobte sie sich in Hannover mit Johann Peter Eckermann. Nach dem Tod ihrer Eltern zog sie zu ihrem Bruder Christian, ab 1826 erst in Bleckede an der Elbe, ab 1830 in Northeim. Dort heiratete sie 1831 Johann Peter Eckermann, mit dem sie dann nach Weimar zog. Nach einer zuvor erlittenen Fehlgeburt brachte sie am 26. März 1834 in Weimar den gemeinsamen Sohn Johann Friedrich Wolfgang zur Welt, der als Karl Eckermann ein bekannter Maler und Radierer wurde und sich insbesondere als Landschaftsmaler einen Namen machte.
Johanne Eckermann starb am 30. April 1834 an „Entzündungen und Bluthusten.“